# 9. lipnja
9. lipnja (9. 6.) 160. je dan godine po gregorijanskom kalendaru (161. u prijestupnoj godini).
Do kraja godine ima još 205 dana.

## Događaji
- 68. – Rimski car Neron počinio samoubojstvo
- 439. – Atlatl Cauac, vladar Teotihuacana
- 1815. – Završio je Bečki kongres, koji je prekrojio Europu nakon Napoleonova poraza
- 1919. – U Zagrebu je održana osnivačka skupština na kojoj je uspostavljena Velika loža Srba, Hrvata i Slovenaca "Jugoslavija", sa sjedištem u Beogradu.
- 1934. – Prvi se put pojavio Disneyjev junak Paško Patak u crtanom filmu Mudra mala kokoš.
- 1950. – osnovan nogometni klub Dinamo.
- 1967. – okončan izraelsko-arapski rat 1967. zauzećem Golanske visoravni
- 1999. – proglašen hrvatski nacionalni park Sjeverni Velebit

| - 1508. – Primož Trubar, slovenski protestantski reformator (†1580.) - 1538. – Antun Vramec, hrvatski književnik (†1587.) - 1588. – Johann Andreas Herbst, njemački skladatelj (†1666.) - 1595. – Vladislav IV., kralj Poljske († 1648.) - 1640. – Leopold I., njemačko-rimski car, ugarsko-hrvatski i češki kralj († 1705.) - 1661. – Fjodor III., ruski car († 1682.) - 1672. – Petar I., ruski car († 1725.) - 1715. – Nikola Divnić, šibenski biskup († 1783.) - 1781. – George Stephenson, engleski inženjer i izumitelj († 1848.) - 1812. – Johann Gottfried Galle, njemački astronom († 1910.) - 1830. – Erazmo Barčić, hrvatski političar i pravnik († 1913.) - 1865. – Carl Nielsen, danski skladatelj († 1931.) - 1875. – Henry Hallett Dale, engleski liječnik i nobelovac († 1968.) - 1911. – Maclyn McCarty, američki genetičar († 2005.) - 1917. – Norbert Neugebauer, hrvatski filmski redatelj i crtač stripa († 1992.) - 1918. – Artur Takač, hrvatski sportski djelatnik († 2004.) - 1932. – Branko Lustig, hrvatski filmski producent, dvostruki dobitnik Oscar († 2019.) - 1941. – Jon Lord, britanski klavijaturist i skladatelj († 2012.) - 1961. – Michael J. Fox, kanadski glumac - 1963. – Johnny Depp, američki filmski glumac - 1976. – Antonija Stanišić, hrvatska glumica - 1978. – Miroslav Klose, njemački nogometaš - 1981. – Natalie Portman, izraelska glumica - 1984. – Wesley Sneijder, nizozemski nogometaš | - 62. – Klaudija Oktavija, Neronova žena (* 40.) - 68. – Neron, rimski car - 1361. – Philippe de Vitry, francuski skladatelj (* 1291.) - 1572. – Ivana III., navarska kraljica (* 1555.) - 1870. – Charles Dickens, engleski književnik (* 1812.) - 1926. – Janko Ibler, hrvatski publicist i književni kritičar (* 1862.) - 1959. – Adolf Windaus, njemački kemičar i nobelovac (* 1876.) - 1973. – Erich von Manstein, njemački feldmaršal (* 1887.) - 1974. – Miguel Ángel Asturias, gvatemalski pisac (* 1899.) - 1989. – George Wells Beadle, američki biolog i nobelovac (* 1903.) - 2000. – John Abramovic, američki košarkaš (* 1919.) - 2009. – Zvonimir Berković, hrvatski filmski scenarist i redatelj (* 1928.) - 2013. – Iain Banks, škotski književnik (* 1954.) - 2014. – Rik Mayall, engleski glumac (* 1958.) - 2018. – Fadil Vokrri, kosovski nogometaš (* 1960.) - 2020. – Ödön Földessy, mađarski atletičar (* 1929.) - 2021. – Gottfried Böhm, njemački arhitekt (* 1920.) |

## Blagdani i spomendani
- Imendan: Ranko